# Jaciment del Vilar
El Vilar és un jaciment arqueològic situat a Valls, a l'Alt Camp. Les primeres restes trobades foren les d'un poblat ibèric. Més tard, les obres d'un projecte d'urbanització a la zona van destapar l'existència d'una vil·la d'època romana implantada un segle més tard. Les restes més antigues trobades daten de mitjans del segle ii aC.